# Cepilladora

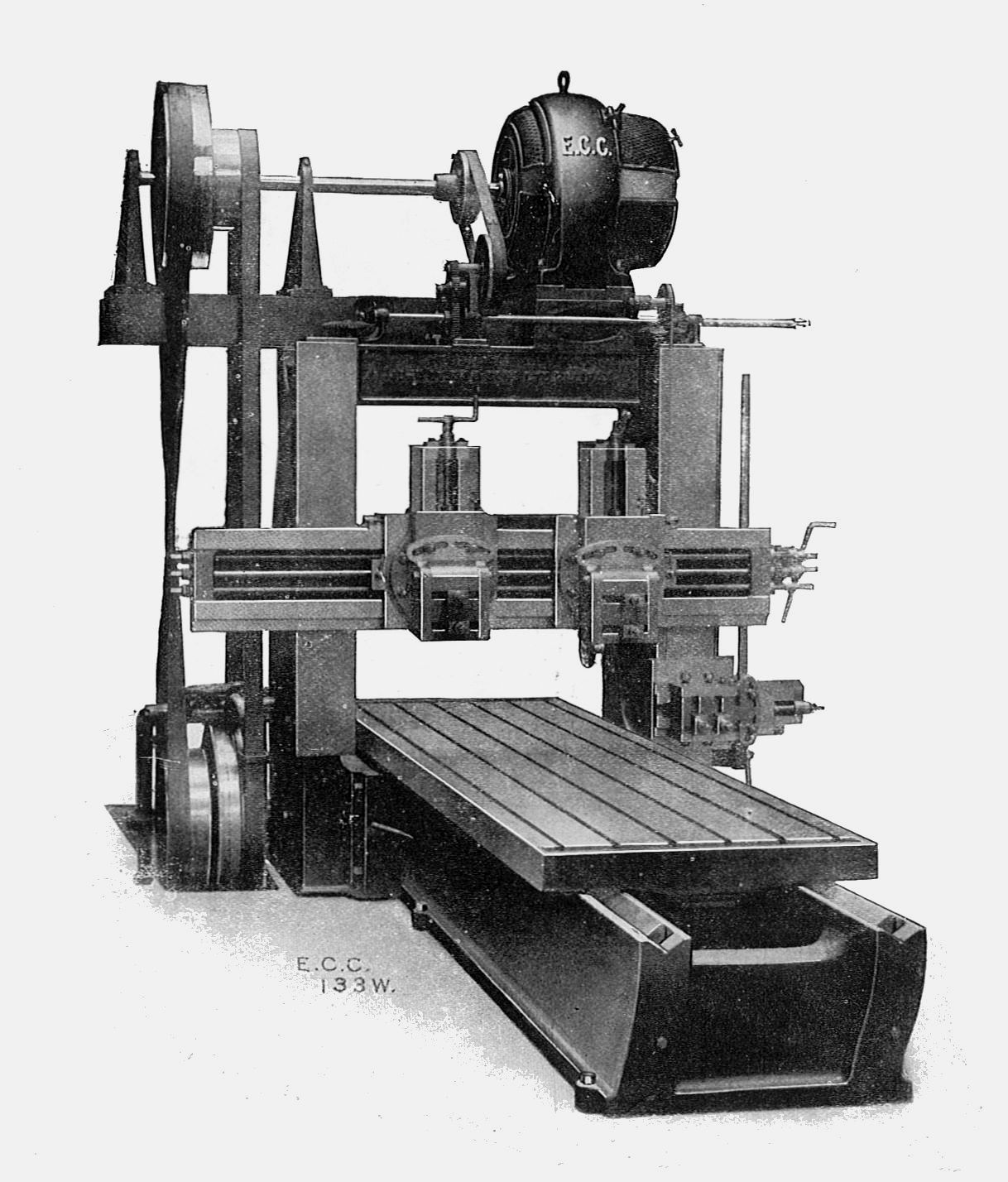
Cepilladora con motor de eléctrico de accionamiento

La cepilladora también es conocida como una máquina herramienta que realiza la operación mecánica de cepillado. Dicha operación consiste en la elaboración de superficies planas, acanalamientos y otras formas geométricas en las piezas. La única restricción es que las superficies han de ser planas.
La cepilladora arranca el material haciendo pasar una herramienta de una punta por la pieza a trabajar. Además de este movimiento, la pieza también se mueve de tal forma que la herramienta siempre tenga material que quitar, quitándolo de manera milimétrica.
La cepilladora es una herramienta que se utiliza para arrancar el material haciéndose pasar por una herramienta de punta por la pieza a trabajar.

## Descripción del principio de funcionamiento
El trabajo se sujeta sobre la mesa ajustable, si su tamaño y forma lo permiten; esto se hace en el tornillo de mordaza que a su vez se encuentra fijo a la mesa. Una herramienta puntiforme buril, fijo al brazo rígido, llamado carro, se mueve sobre el trabajo con movimiento recíprocamente hacia adelante y hacia atrás. La longitud de la carrera de avance y el número de carreras por minutos se pueden ajustar de acuerdo a la longitud del trabajo y su composición. Con una excepción, el buril, se puede ajustar verticalmente, quita material durante la carrera de avance solamente. Durante la carrera de regreso de la corredera, la mesa y el trabajo se mueven hacia la herramienta a una distancia predeterminada mientras se mantiene conectada la alimentación automática de la mesa.

## Diseño
La mayor parte de los cepillos se han diseñado con una columna vertical que se usa para soportar la corredera, mesa y los mecanismos de impulso y alimentación. En algún momento de su desarrollo se llamaron de columna o pilar. Sin embargo, puesto que el diseño de tipo de columna se ha generalizado tanto en la construcción de cepillos, los fabricantes consideran que este hecho ya se ha convertido en conocimientos general de la industria de máquinas. Por tanto se han empleado ya términos más significativos y específicos para clasificar estas máquinas y que indican o señalan algunas características específicas en el diseño de su producto. Algunos tipos de cepillos comúnmente usados se han diseñados para desarrollar trabajos de alguna clase definida, con la mayor efectividad posible. Entre los diseños menos comunes se encuentran el cepillo de cabeza móvil y el cepillo de corte de jalón. 
La clasificación de estas máquinas se ha visto influida por la acción de la máquina durante la operación de corte. Por ejemplo, en el cepillo de cabeza móvil, contrariamente al procedimiento general, la corredera y la herramienta, en lugar del trabajo (pieza bruta), se mueven cuando se conecta la alimentación automática. Con la limadora de tracción el material se corta en la carrera de regreso en lugar de la de avance.
En otro grupo de clasificación se ha basado sobre el tipo de mecanismos de impulso que se utiliza en su fabricación. Por ejemplo, los cepillos en que el movimiento recíprocamente de la corredera se produce por medio de manivela y perno, principalmente en el engranaje, en el movimiento de la máquina, reciben el nombre de cepillos de manivela. Similarmente los cepillos de engranaje reciben este nombre debido a una serie de engranajes y cremallera que se encuentra en la parte inferior de la corredera y que mueven a la herramienta de corte sobre el trabajo o pieza bruta. En el cepillo vertical se tiene aún otra característica de construcción de diseño, responsable del nombre. La herramienta de corte se mueve en dirección vertical, en contraste con el movimiento horizontal habitual de la corredera.

## Tamaño
El tamaño máximo del cepillo esta designado por la máxima longitud de su carrera en centímetros. Esta longitud de su carrera puede variar 15 cm en un cepillo de banco a 90 cm en una máquina de servicio pesado. Este tamaño de la máquina indica las dimensiones del cubo que puede sujetarse y cepillarse en una máquina de tamaño conocido. Un cepillo de 40 cm, por ejemplo, se puede ajustar para cualquier carrera de corredera de 0 a 40 cm en longitud; puede usarse la alimentación de mesa transversal en un plano de 40 cm de ancho y la distancia vertical entre la cabeza de la herramienta y la mesa de trabajo en su posición extrema inferior será suficiente para permitir cepillar la superficie superior a un cubo de 40 cm que descansa sobre la mesa. El cepillo de manivela de columna vertical es el que se usa más comúnmente en talleres de máquinas. 
Los cepillos en esta clasificación se fabrican en modelos universales, en los cuales puede ajustarse la mesa en posiciones angulares y modelos simples en los que no puede cambiarse la mesa. Una de las operaciones más simples con el cepillo es la de maquinar un vaciado con dimensiones definidas, tomando uno o más cortes de la superficie.

## Descripción del cepillo
Se describirán las partes de un cepillo en el orden en que deben montarse para armar la máquina. 

### La base
Descansa directamente sobre el piso del taller, es un vaciado que sirve como cimiento de toda la máquina. Una vez nivelada la máquina se puede asegurar con pernos de cimentación que se insertan a través de agujeros que tienen este objetivo y se encuentran cerca de la arista de la base. 

### Columna
La columna o marco como también se le llama, es un vaciado hueco cuya forma es de una caja con cobertura en las partes superior e inferior. Además de encerrar el quiero tocarme mientras veo tu foto profesor alimentación automática, y en el cepillo con impulso mecánico, otra unidad que permite el ajuste de la carrera de la corredera. Las costillas internas mantienen a la columna permanente rígida. Sus superficies externas soportan tanto a la mesa que sujeta al trabajo como a la corredera que sujeta la herramienta. 

### La corredera cruzada o cruceta
Es un vaciado en forma de riel que se encuentra al frente de la columna. Su función es la de permitir movimientos vertical y horizontal de la mesa. 

### La silleta
La silleta o mandil, que es comparativamente delgada, es un vaciado plano localizado entre la cruceta de un lado y la mesa de trabajo en el otro, forma el escalón de conexión entre estas partes.
sirve más o menos para poder destrozar la pieza

### Mesa
Es un vaciado de forma rectangular, de construcción de caja con abertura al frente y al fondo. Todas estas superficies han sido maquinadas con precisión. 

### Soporte de la mesa
El soporte de la mesa se extiende desde la mesa del trabajo a la base de la máquina. Su objeto es el de soportar el extremo exterior de la mesa y evitar así la deflexión que pudiera presentarse, ya sea durante el proceso de corte o inducida por el peso no soportado de la mesa misma. 

### Carro
El carro es el miembro largo y comparativamente más estrecho del cepillo, diseñado para moverse hacia delante y hacia atrás arriba y en la sección horizontal de la columna. El carro soporta a la herramienta de corte y la guía sobre el trabajo durante el proceso de corte. Las guías en forma de V, se extienden toda la longitud de la corredera y junto con las guías de la corredera de la columna, forman sus superficies guías. 

### Cabezal de herramientas
Está sujeto al extremo frontal de la corredera. 
Consiste de la misma pieza que sirven para sujetar la herramienta cortante, guiar verticalmente a la herramienta y ajustarla para el corte deseado. 

### Mecanismos de movimiento para un cepillo de manivela
El miembro que acciona la corredera, esto es, la parte que controla el movimiento de vaivén de la corredera, se llama brazo oscilante. Este vaciado se encuentra articulado en su extremo inferior por medio de un eje, localizado cerca de la base de la columna.

### Mecanismo de ajuste de carrera
Puesto que los trabajos en el cepillo varían considerablemente en longitud, no sería práctico usar una máquina con una sola longitud fija de carrera de carro. En consecuencia, se hace el carro ajustable, para facilitar el trabajo bajo largo y corto. Esto se logra moviendo el de manivela hacia o lejos del centro de la rueda por delante. 

### Mecanismo de cambio de velocidad
La velocidad del cepillo se refiere al número de carreras de corte que hace la corredera en un minuto. Está determinado por la velocidad de las revoluciones por minuto del engranaje principal o rueda toroidal.

### Sistema de lubricación
Se han hecho cambios y diseños mejorados en la construcción de los cepillos no solamente en la máquina, sino también en los mecanismos que se usan para entregar un suministro de lubricante, adecuado en todo momento, a las partes que más probablemente se ven afectadas por desgaste. Los cepillos modernos emplean un sistema de presión y circulación completo para alimentar automática y continuamente el lubricante a cada una de las partes importantes . Puesto que no sería práctico extender tubos a todos los puntos que requieren aceite, las partes y lugares más accesibles que no requieren una lubricación continua deben aún ser lubricadas por el operario. 
Como recipiente de aceite se tiene, ya sea una cámara de engranajes en la columna o un espacio en la base de la máquina bajo la misma columna. Los espacios que se usan con este fin son prácticamente herméticos para excluir el polvo y suciedad. Este recipiente, independientemente del lugar donde se encuentre localizado, se encuentra equipado generalmente de un divisor para mostrar el nivel de aceite por el interior. 

## Tipos de cepillo
- Cepillo tipo biela.
- Cepillo de codo hidráulico.
- Cepillo de mesa.
- Cepillo vertical.
- Cepillo horizontal.
- Cepillo de contorno.
- Cepillo universal.
- Cepillo de arrastre.
- Cepillo normal.
- Cepillo de espesor